# Jules Chéret
Pour les articles homonymes, voir Chéret.
Jules Chéret, né le 1er juin 1836 à Paris et mort le 23 septembre 1932 à Nice, est un peintre, lithographe et affichiste français.
Maître populaire de l'art de l'affiche, il est le frère aîné du sculpteur Joseph Chéret.

## Biographie
Jean Jules Chéret est le fils de Nicolas Marie Chéret, typographe, et de Justine Ormeaud. À partir de 1849, Jules Chéret reçoit une formation de lithographe pendant trois ans, avant de travailler comme ouvrier dans une entreprise spécialisée dans les images religieuses. Il s'inscrit aux cours du soir de la Petite École à Paris, future École nationale supérieure des arts décoratifs, où son maître, Horace Lecoq de Boisbaudran, lui apprend l'esquisse de mémoire et le dessin du mouvement.
Il est admis aux Beaux-Arts de Paris, puis part pour l'Italie, voyage typique d'une formation artistique de l'époque.
Après un voyage à Londres en 1854, il réalise en 1858 une affiche très remarquée pour une opérette d'Offenbach, Orphée aux enfers. L'année suivante, il retourne à Londres, où il admire les œuvres de Turner et Constable. Il rencontre également le parfumeur Eugène Rimmel, qui devient son ami et mécène et pour lequel il exécute des étiquettes et des décors floraux en tant que dessinateur. Il reste à Londres près de six ans.

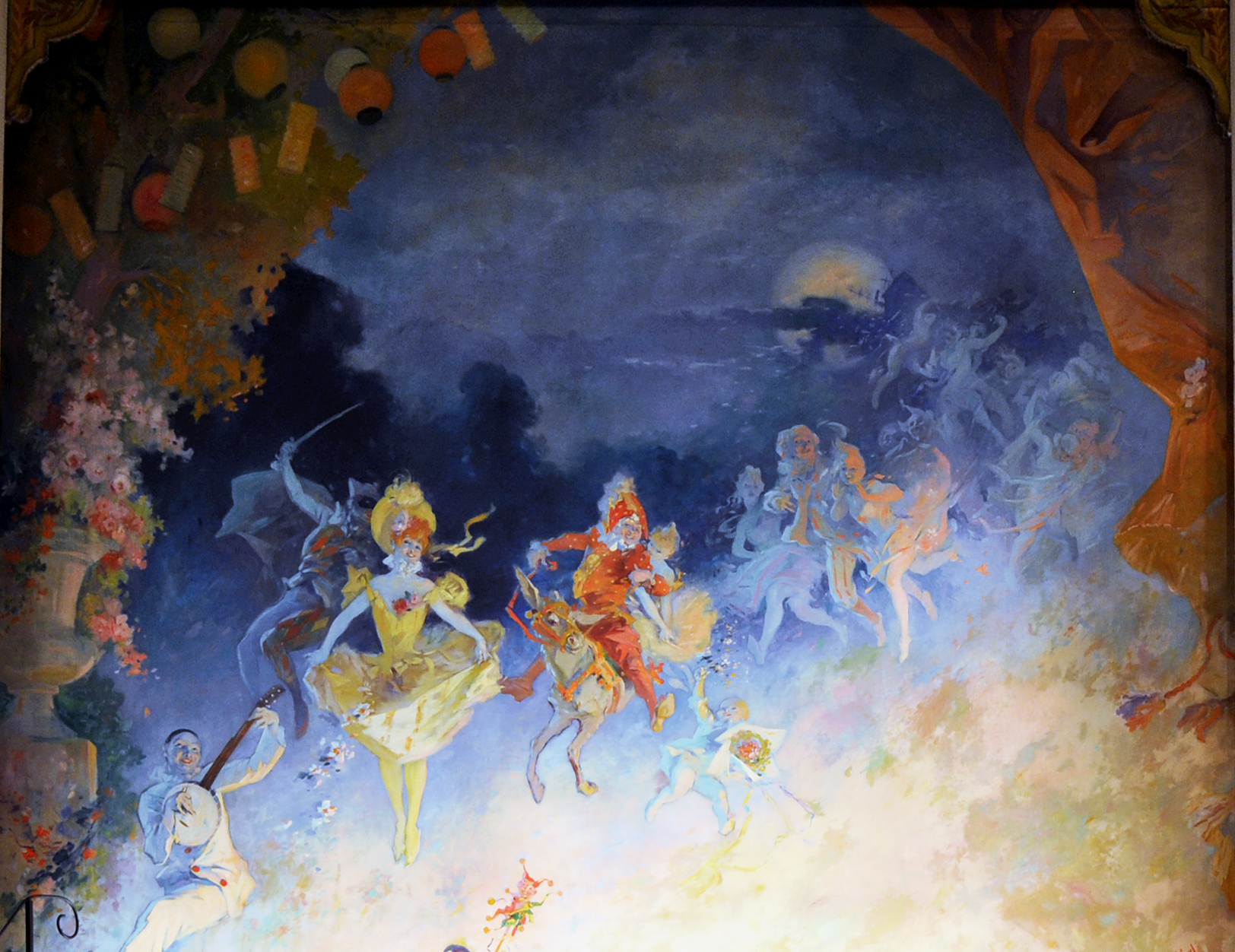
Le rideau de scène du théâtre du musée Grévin à Paris, 1900.

En 1866, de retour en France, Jules Chéret ouvre son premier atelier de lithographie à Paris, où il dessine et imprime des centaines d'affiches. Il travaille pour des marques commerciales, mais la majorité de ses affiches est consacrée à la publicité de spectacles et divertissements en tout genre et d’œuvres légères musicales, littéraires ou théâtrales. Sa première affiche connue est La Biche au bois. En 1881, il cède son imprimerie à la maison Chaix, dont il devient le directeur artistique. Il y fera imprimer la revue Les Maîtres de l'affiche et aura pour élèves Lucien Lefèvre, Georges Meunier et René Péan, parmi les plus brillants.
L'année 1889 est marquée par sa première exposition personnelle d'affiches, pastels, gouaches, au théâtre de La Potinière, à Paris. Il obtient la médaille d'or à l'Exposition universelle. En 1890, nommé chevalier de la Légion d'honneur, il commence son activité de peintre. Il rencontre également le collectionneur Joseph Vitta, qui devient son mécène et auquel il cède des tableaux.
En 1895, il entame son œuvre décorative par l'exécution de décors monumentaux dans des demeures privées et des bâtiments publics : à Évian, la villa la Sapinière, appartenant au baron Vitta ; à Paris, un salon de l'hôtel de ville (1896-1903) et le rideau du théâtre du musée Grévin, qui représente Pierrot et Colombine chantant et dansant, emmenant une farandole joyeuse dans le ciel de la nuit de Paris ; à Neuilly-sur-Seine, les décors de l'hôtel particulier de Maurice Fenaille (1901) ; à Nice, la salle des fêtes de la préfecture (1906).
Il est promu au grade d'officier de la Légion d'honneur en 1900, de commandeur en 1912, et de grand officier le 22 août 1926.
En 1925, atteint de cécité, il cesse de peindre. Il meurt en 1932 dans sa villa Floréal située sur le Mont Boron à Nice et laisse Marie Alphonsine Creuzet veuve. Il est inhumé au cimetière Saint-Vincent de Montmartre (5e division).

## Décorations
- Grand officier de la Légion d'honneur (1926)[8]
- Officier d'académie[9]

## Postérité
- Le square Jules-Chéret est une voie du 20e arrondissement de Paris.
- Le musée des Beaux-Arts de Nice porte son nom.
- Une rue porte le nom de Jules Chéret à Château d'Olonne, Chaumont, Le Mans, Montrouge et La Rochelle.

## Œuvre

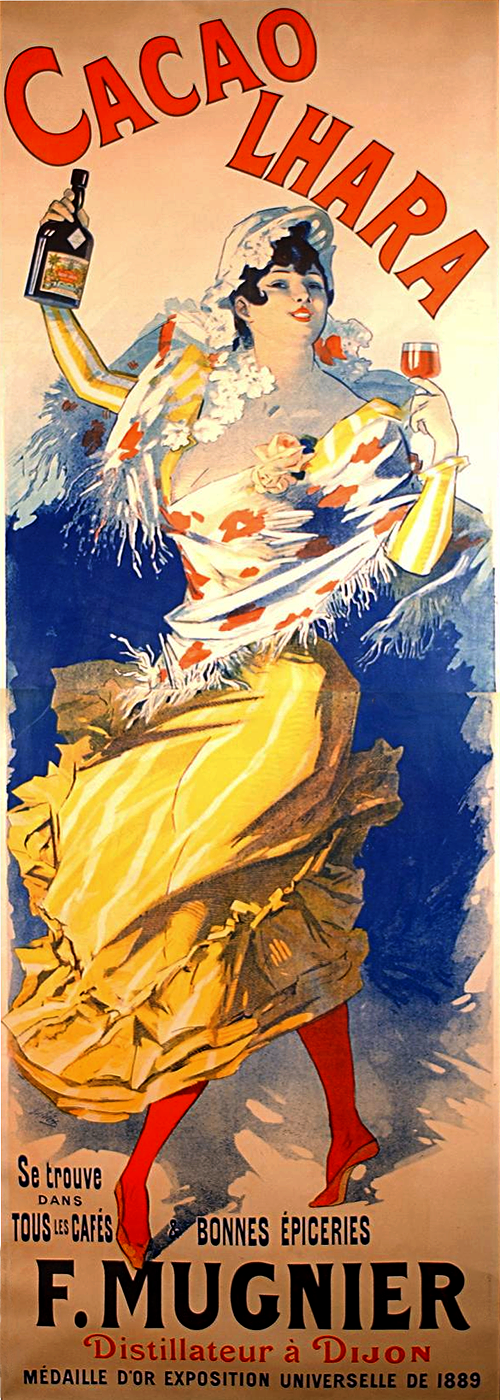
Cacao Lhara (1889), affiche.

Ses créations joyeuses, son aisance à aborder différentes techniques, ont naturellement porté Jules Chéret vers l'art de l'affiche. C'est avant tout en perfectionnant les méthodes d'impression de l'affiche en couleur, par la mise au point de techniques permettant des tirages en grands formats et nombre, que Chéret permet à l'affiche publicitaire d'atteindre un seuil nouveau. Les centaines d'affiches qu'il a produites constituent une riche collection et un témoignage des lieux en vogue de la Belle Époque : Folies Bergère, Musée Grévin, Moulin Rouge, etc..
Admirateur de Watteau, son mot d'ordre semble avoir été la légèreté et le mouvement. Le personnage fétiche de ses affiches est une femme joyeuse, élégante et dynamique. Elle devient iconique et se retrouve de manière prépondérante dans l'œuvre de Chéret : c'est la « Chérette ». Cette représentation de femme à la taille fine et fortement marquée, toujours très aérienne, dévoilant ses charmes dans les limites du publiquement acceptable — en respect des codes de la censure de la Belle Époque — devient un formidable outil publicitaire. On la retrouve sur d'innombrables affiches à une époque où l'offre de produits de grande consommation se développe et de nombreux affichistes s'en inspireront à la suite de Chéret. En l'érotisant, « sans tomber dans le graveleux […] Chéret a su cristalliser une somme de fantasmes en une figure parfaitement conformes aux appétences de la domination masculine », dans un climat ambiant oscillant entre célébration de « la » femme et misogynie : elle incarne un objet de désir, qui se transmet à l'objet à vendre.

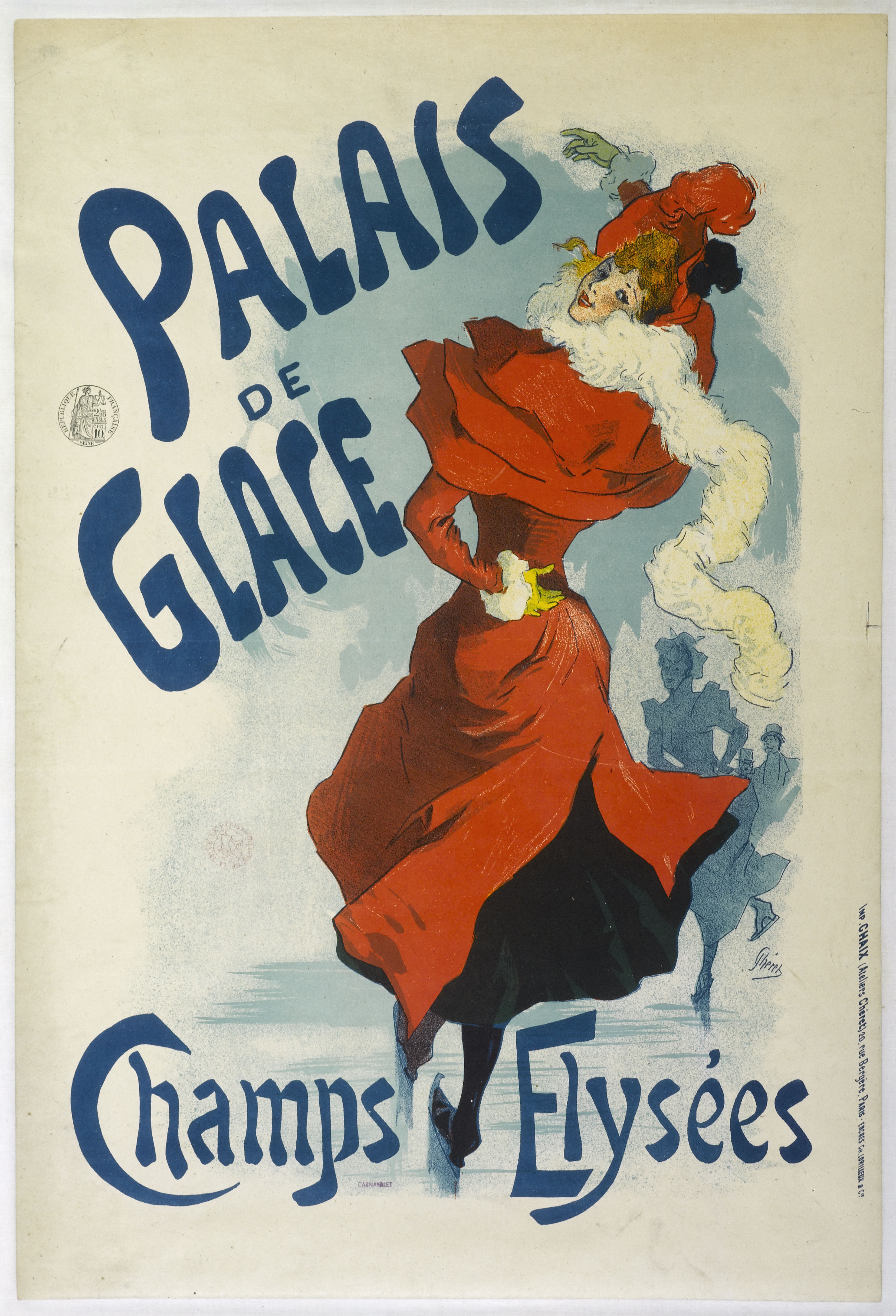
Affiche créée en 1893.

L'œuvre de Chéret exerce une influence sur les peintres de son époque : Henri de Toulouse-Lautrec, Georges Seurat, Pierre Bonnard, Édouard Vuillard en France ; Dudley Hardy en Angleterre ; Henri Meunier et Privat Livemont en Belgique ; Elmer Boyd Smith aux États-Unis. De plus ses contributions ayant ouvert la voie à l'affiche en couleur produite en masse, son style est continuellement reproduit durant « l'âge d'or de l'affiche » jusqu'à la deuxième moitié des années 1890, ce qui en fait l'un des affichistes modernes les plus influents.
Bien que ne participant pas au mouvement, Jules Chéret, influencera également certains créateurs de l'Art nouveau, comme Alfons Mucha, lui aussi affichiste reconnu, chez qui on retrouve ce goût pour la femme sensuelle, mais dont les sources se trouvent dans l'art byzantin, à travers ce qu'on qualifiera de « style Mucha ». Plus précoce, Chéret se distingue du mouvement Art nouveau par son style : il puise paradoxalement son inspiration dans un style néo-rococo et les estampes japonaises récemment découvertes en France, et concilie à travers cela les principes des arts décoratifs classiques du XVIIIe siècle et l'intégration des concepts des maîtres de l'Ukiyo-e. C'est particulièrement le cas de la construction spatiale simplifiée et de l'emploi de larges aplats facilitant la réalisation et conférant un effet plus percussif à l’œuvre. Bien qu'il soit souvent présent, l'emploi de cernes est chez lui réduit, et la couleur bleu finira par être substituée au noir. Dans ses compositions, le dynamisme des formes est davantage rythmé par la couleur, majoritairement limitées aux trois primaires, que par le trait. Ainsi, ses recherches artistiques se situent à un croisement de l'art et de la publicité, l'un et l'autre se nourrissant mutuellement à travers la simplification du message, son effet percussif et la qualité esthétique de la réalisation.
Joris-Karl Huysmans, critique reconnu d'alors, sera le premier à en faire l'éloge dans le champ des beaux-arts. À la fin de son compte rendu sur le Salon officiel, il préconisera de « se débarbouiller les yeux au-dehors, par une station prolongée devant ces palissades où éclatent les étonnantes fantaisies de Chéret, ces fantaisies en couleurs si alertement dessinées et si vivement peintes. Il y a mille fois plus de talent dans la plus mince de ces affiches que dans la plupart des tableaux dont j’ai eu le triste avantage de rendre compte ». Cette déclaration fait valeur d'acte fondateur de la reconnaissance de l'affiche en tant qu'art, dans une période encore caractérisée par une hiérarchie des arts marquée. Cette position historique de Chéret, tout comme son influence sur ses successeurs, poussent ses contemporains à le qualifier de « maître de l'affiche » — nom repris par la publication mensuelle des Maîtres de l'affiche — et à le percevoir comme « le père de l'affiche artistique » ou encore « père de l'affiche moderne »,.

### Œuvres dans les collections publiques
- Évreux, musée d'Évreux : Pierrot, dessin.
- Grenoble, Musée de Grenoble :
  - Jeune femme, dessin (MG 1697)
  - Maquette de l'affiche Aux Buttes Chaumont, 1888 (MG 2136)
  - Maquette de l'affiche L'Argent roman inédit de E. Zola, 1889 (MG 1890)
  - Mascarade, lithographie (MG 2137)
- Nemours, Château-Musée de Nemours : Projet de couverture pour les Affiches Illustrées, vers 1896, lithographie sur papier, 30,5 × 50,5 cm[21].
- Nice, musée des Beaux-Arts :
  - Le Déjeuner sur l'herbe, 1904
  - Le Domino jaune, 1908
  - Colombine, Pierrot, Polichinelle, 1911
- Paris, musée Grévin : rideau de scène du théâtre, 1900.
- Couverture du Le Figaro illustré de 1885, affiche de 47,7 x 37,7
- Quimper, musée départemental breton :
  - Fête de charité. Palais du Trocadéro, 1890, affiche ;
  - Fête de charité. Société de secours aux familles des marins naufragés, 1893, affiche ;
  - La Fée du rocher, 1894, affiche.
- Toulon, musée d'Art de Toulon : Femme à l'éventail, pastel sur toile, 61 × 50 cm[22].

### Affiches

Affiches de Jules Chéret
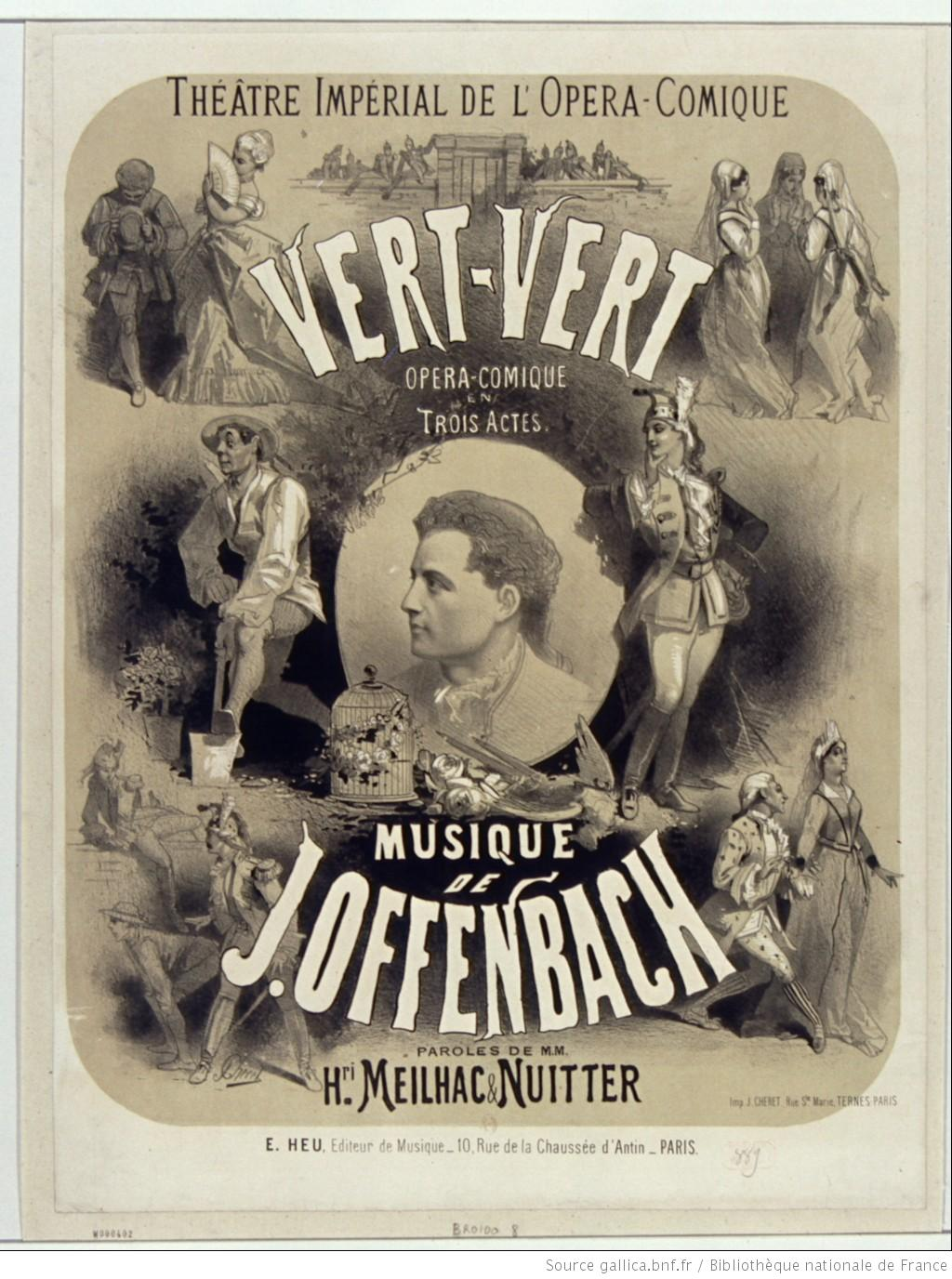
Création de Vert-Vert de Jacques Offenbach (1869).
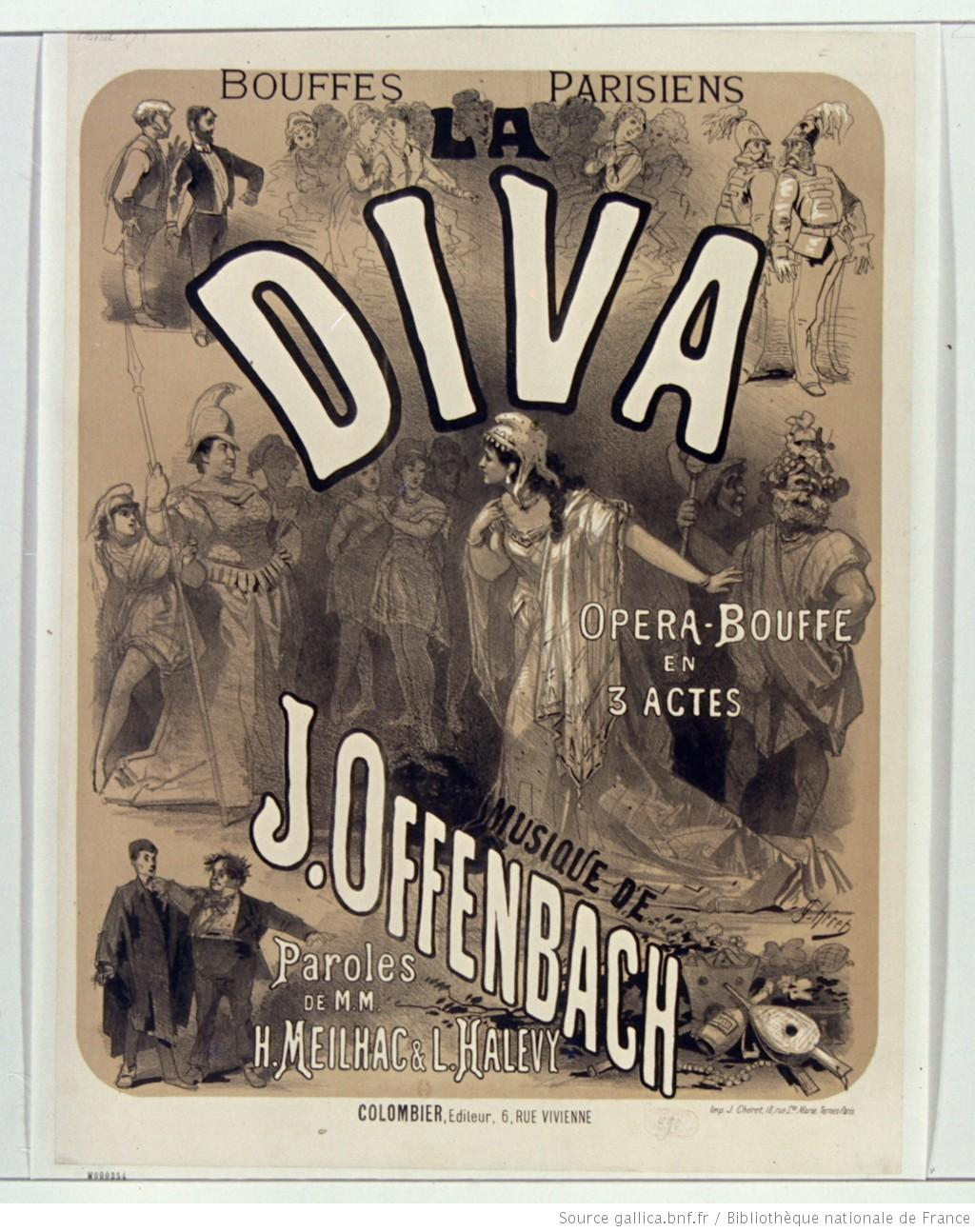
Création de La Diva de Jacques Offenbach (1869).
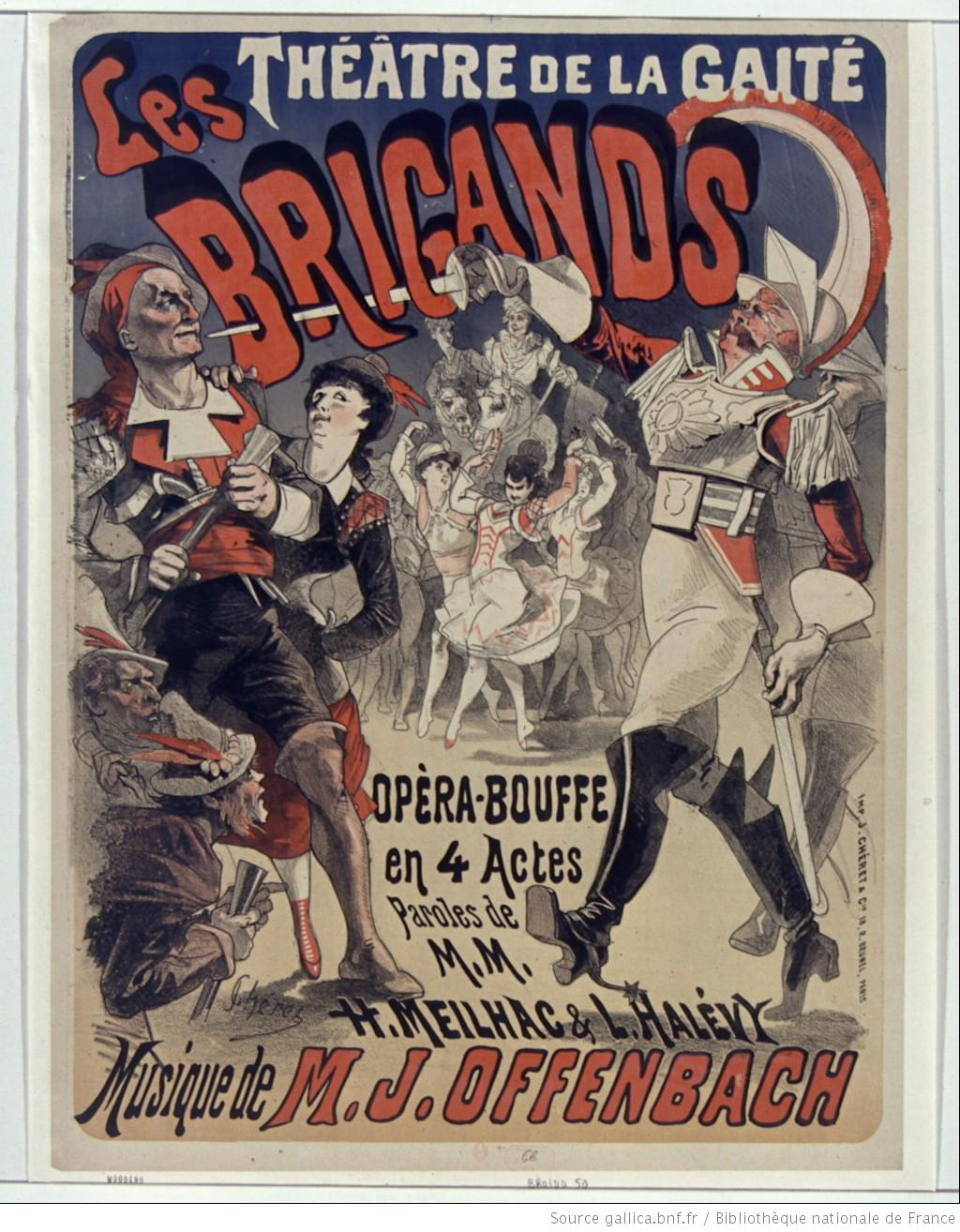
2e version des Brigands de Jacques Offenbach (1878).
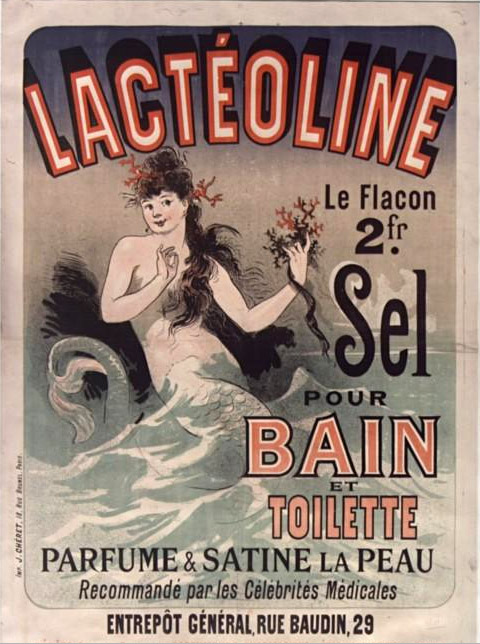
Lactéoline, publicité pour un sel de bain, (1881).
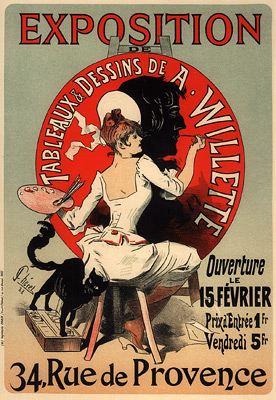
Exposition des œuvres d'Adolphe Willette (1888).
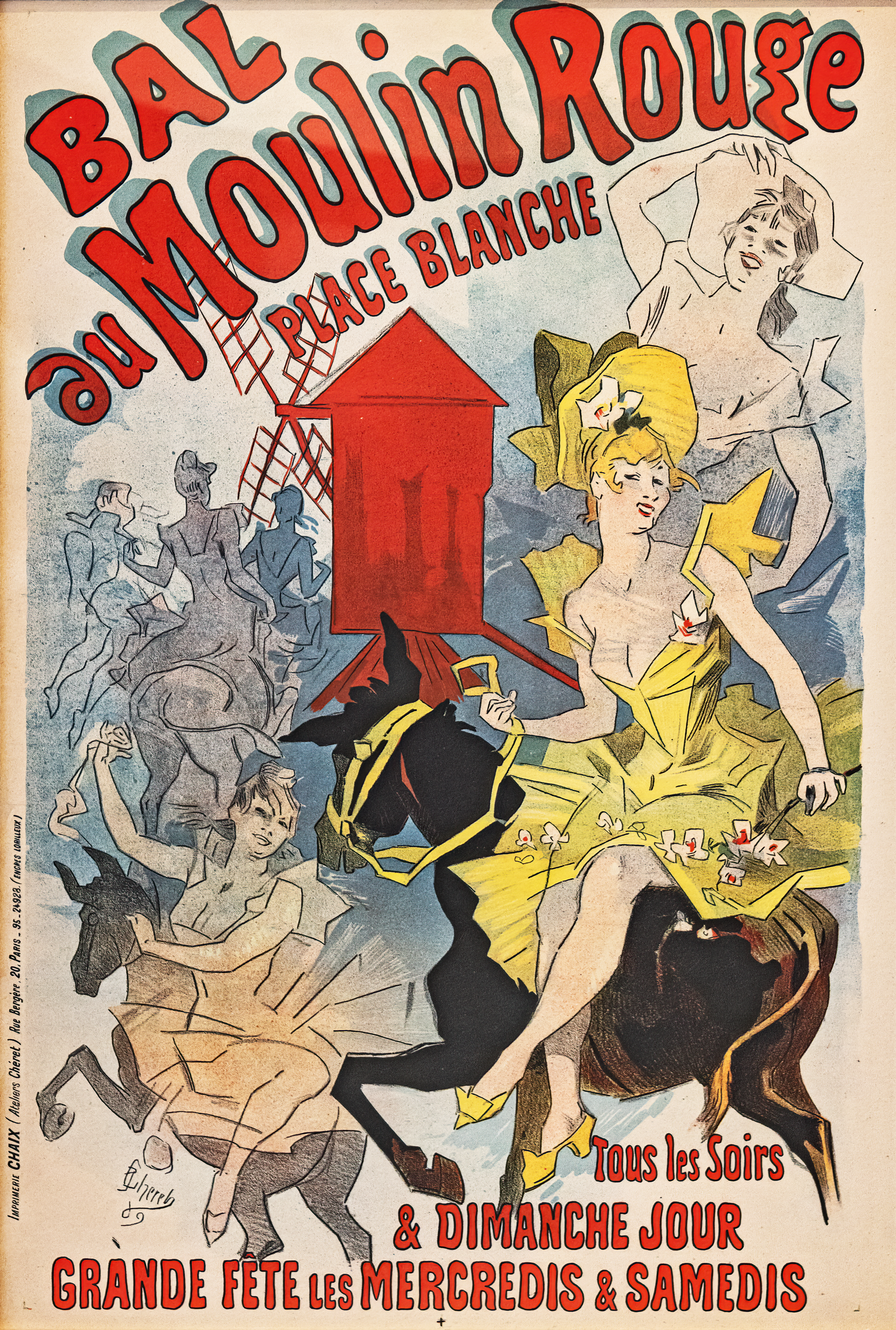
Bal au Moulin rouge (1889).
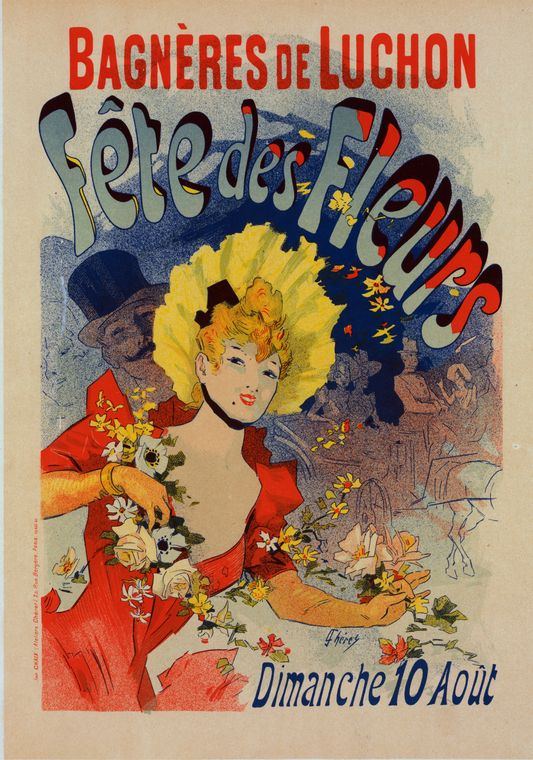
Fête des fleurs à Bagnères-de-Luchon (1890).
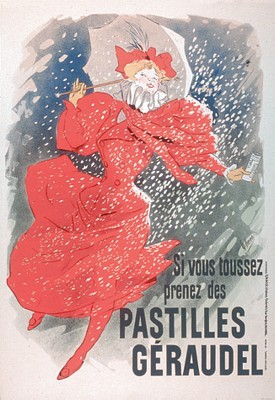
Pastilles Géraudel (vers 1890).
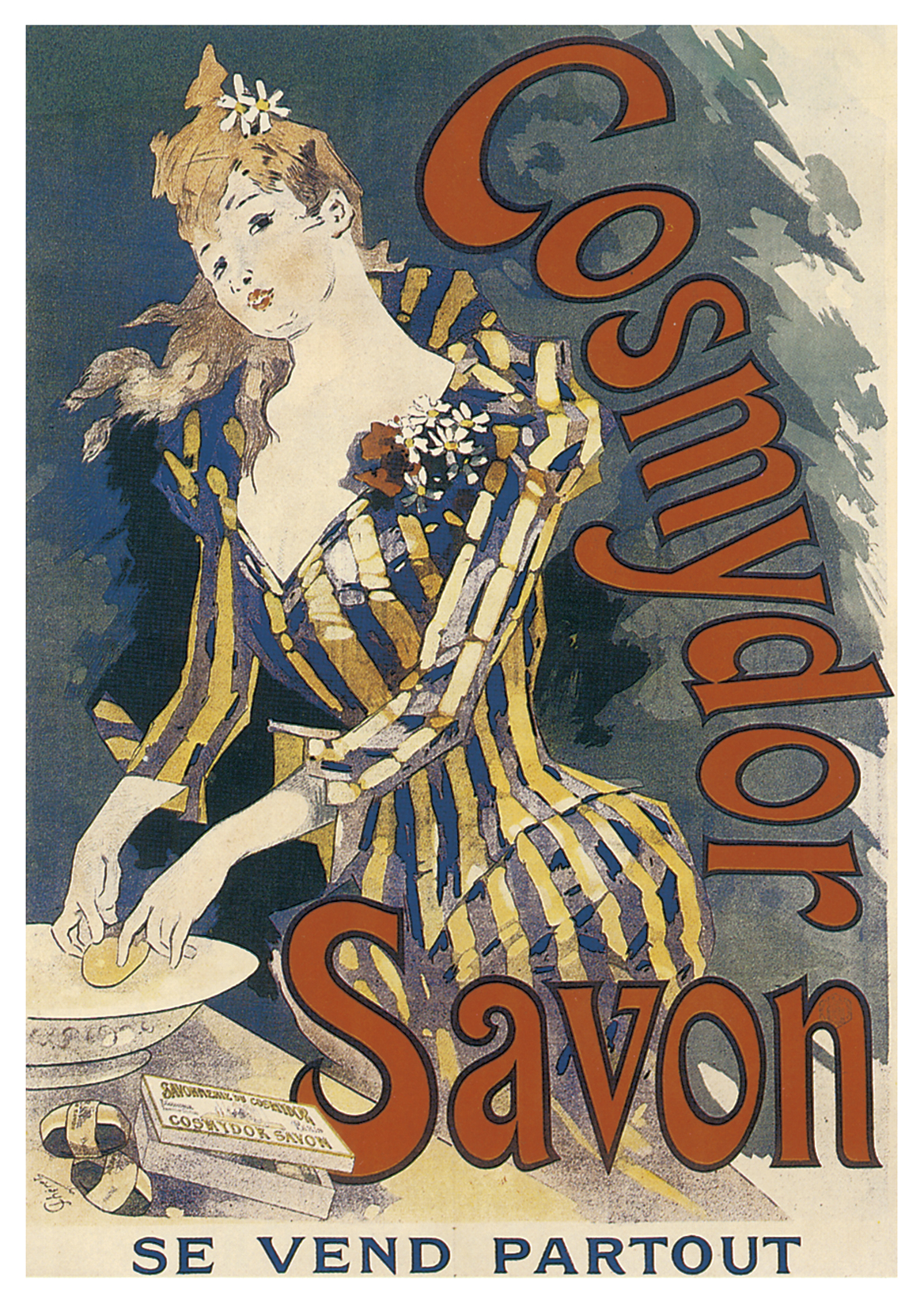
Affiche Cosmydor (1891).
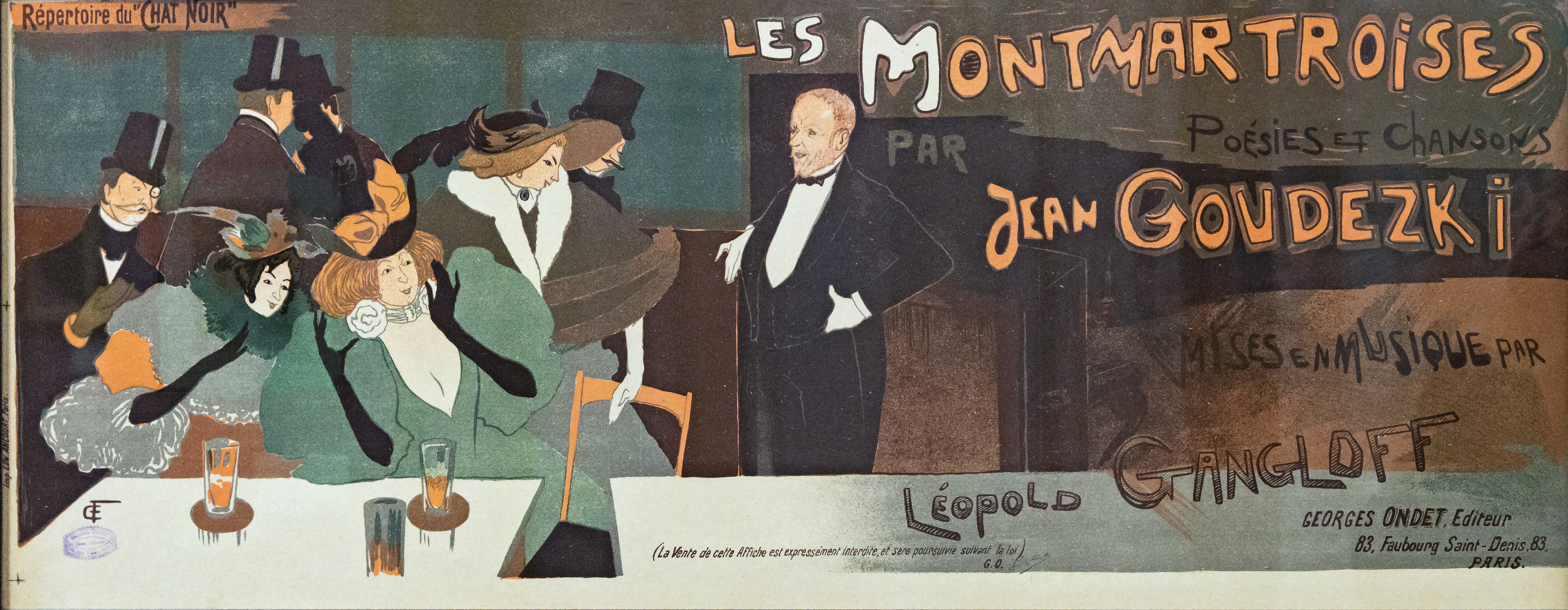
La Comédie pour Les Montmartrois de Jean Goudezki et Léopold Gangloff (1891).
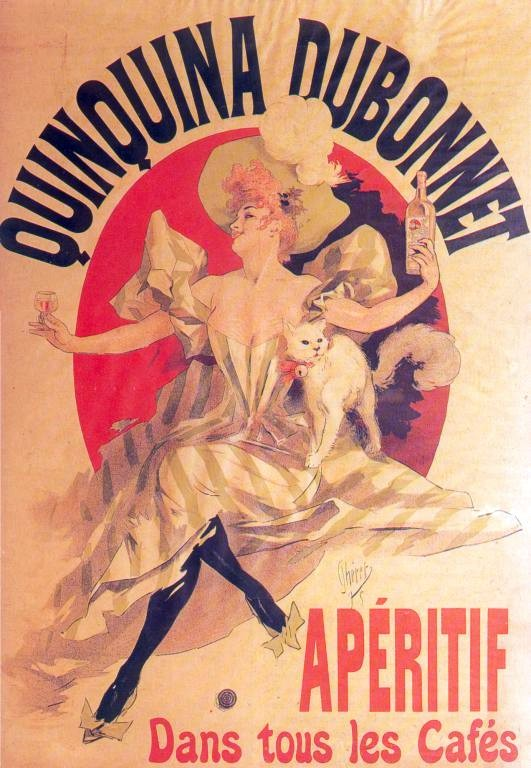
Quinquina Dubonnet (1895).
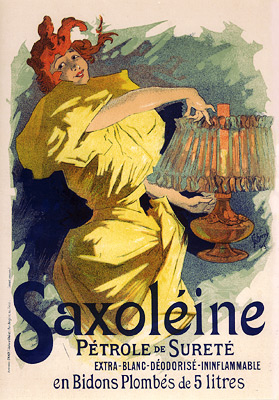
Pétrole de sûreté Saxoléine (1895).
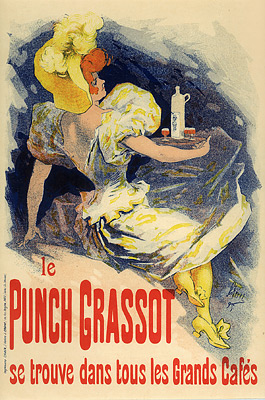
Punch Grassot (entre 1896 et 1900).
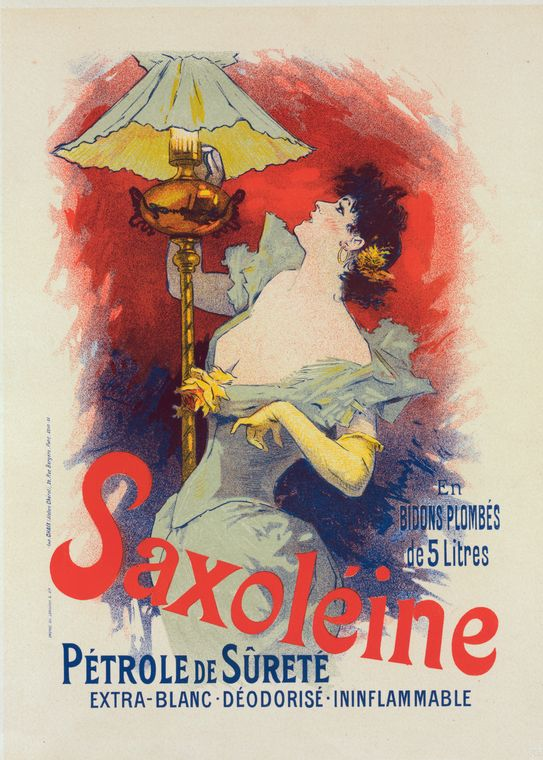
Pétrole de sûreté Saxoléine (entre 1896 et 1900).
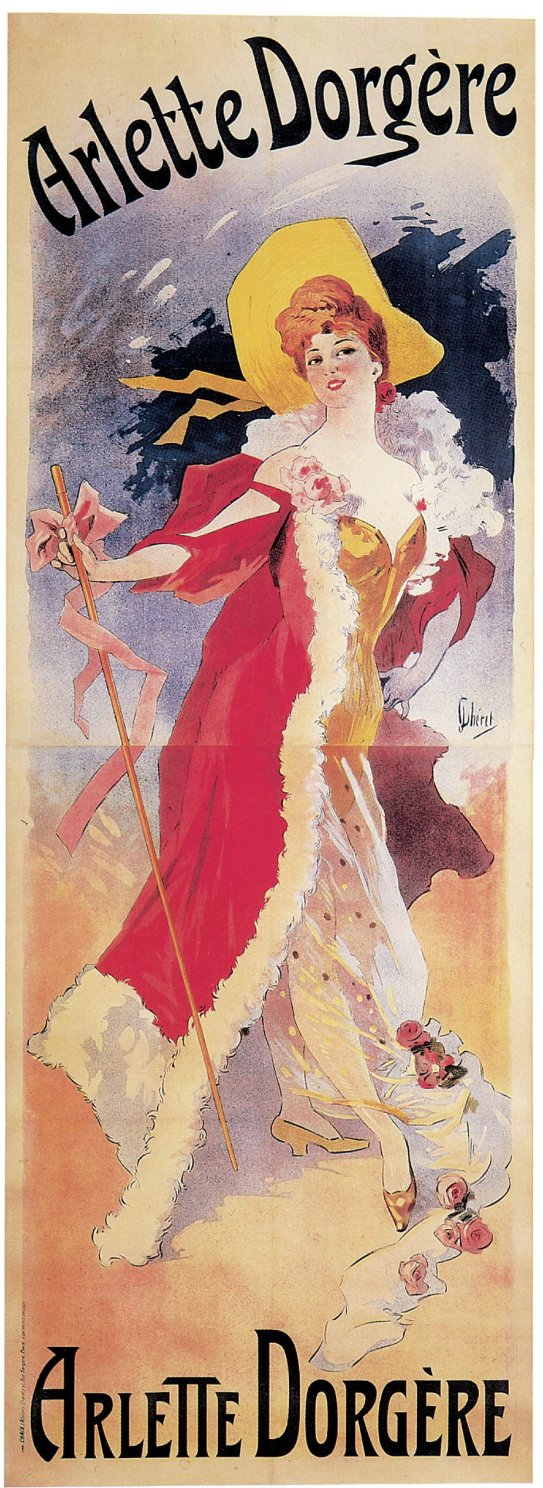
Arlette Dorgère (vers 1904).